# 이규 (삼국지연의)
이규(李珪)는 《삼국지연의》에만 등장하는 가공 인물로, 유표의 무장이다.
평소 이적(伊籍), 상랑(向朗), 곽준(霍峻), 위연(魏延)등의 유기파와 함께 유기를 형주의 주인으로 옹립하고자 했다.
208년, 유표가 죽자 채모(蔡瑁)와 채부인(蔡夫人)이 가짜 유서를 만들어 유종(劉琮)을 옹립시켰다. 이때 유종은 유기와 유비(劉備)가 따질까 두려워 모든 관리에게 묻자, 아무도 대답하지 못하자, 이규는 유기를 형주의 주인으로 삼자고 진언하지만 곧 채모의 무사들에게 붙잡혀 참수당했다.